# NGC 6968
NGC 6968 في الفهرس العام الجديد، هي مجرة، تقع في كوكبة الدلو. اكتشفت في 11 أغسطس 1883 بواسطة إدوارد ستيفان.

## روابط خارجية
- NGC 6968 على موقع ويكي سكاي: DSS2, SDSS, GALEX, IRAS, Hydrogen α, X-Ray, Astrophoto, Sky Map, Articles and images